# Lista de episódios do De Férias com o Ex Caribe
Esta é a lista de episódios do De Férias com o Ex: Caribe, reality show brasileiro que estreou na MTV Brasil em 13 de janeiro de 2022.

## Resumo
| Temporada | Temporada | Episódios | Transmissão Original   | Transmissão Original   |
| Temporada | Temporada | Episódios | Estreia de temporada   | Final de temporada     |
| --------- | --------- | --------- | ---------------------- | ---------------------- |
|           | 1         | 12        | 13 de janeiro de 2022  | 31 de março de 2022    |
|           | 2         | 12        | 15 de novembro de 2022 | 22 de dezembro de 2022 |

### 1ª temporada (2022)
| Episódio (total) | Episódio (temporada) | Título        | Exibição original       | Código de produção |
| --- | -------------------- | ------------- | ----------------------- | ------------------ |
| 1 | 1                    | "Episódio 1"  | 13 de janeiro de 2022   | 101                |
| O De Férias com o Ex Caribe começa em uma festa no barco no mar caribenho. Hadad é o primeiro ex a chegar, e vai para um date. Ortega fica dividido entre Camilla e Mariana. Entre discussões os participantes terminam indo buscar uma nova ex.          |                      |               |                         |                    |
| 2 | 2                    | "Episódio 2"  | 20 de janeiro de 2022   | 102                |
| Ortega, JV e Mario recepcionam na praia Mariana. Na casa, JV tenta se entender com Leticia. Ortega vai para o date com Mariana. Na primeira suíte máster, a novata Mari A, escolha JV. Leticia, Haexa e Vaski saem para buscar mais um ex.                |                      |               |                         |                    |
| 3 | 3                    | "Episódio 3"  | 27 de janeiro de 2022   | 103                |
| Leticia, Haexa e Vaski recebem Apolo, ex de Letícia. Vaski é que leva o novato para um passeio. Ortega fica dividido entre Camila e Mariana e JV não se decide entre Mari A e Leticia, o que culmina em grandes tretas após a Pool Party.                 |                      |               |                         |                    |
| 4 | 4                    | "Episódio 4"  | 3 de fevereiro de 2022  | 104                |
| Lua, ex bomba de Gabriel, chega na praia. Gab e Angietta queimam JV, mas Lua não liga e os dois se pegam muito no date. Camilla e Ortega terminam, ele corre atrás de Mari A. O tablet chama para um Luau onde chega Julio, ex treta de Mari A.           |                      |               |                         |                    |
| 5 | 5                    | "Episódio 5"  | 10 de fevereiro de 2022 | 105                |
| Ao ver a chegada de seu ex, Mari A se preocupa com Ortega. Mario e Apolo brigam por causa de Let. Ortega desmorona com a chegada de sua ex. O tablet dá a suíte para Camilla. Let pega Gabriel e Ortega e Mariana tiram o atraso sob o edredom.           |                      |               |                         |                    |
| 6 | 6                    | "Episódio 6"  | 17 de fevereiro de 2022 | 106                |
| Bernardo, ex de Mari F, mal chega e o tablet os coloca cara a cara para lavar roupa suja. A casa se volta contra Let novamente. Hadad, Bernardo e Julio recebem mais uma ex e ela terá que escolher entre Julio e Hadad, quem sobrar volta cedo pra casa. |                      |               |                         |                    |
| 7 | 7                    | "Episódio 7"  | 24 de fevereiro de 2022 | 107                |
| Abelha leva Julio para o date e Hadad volta pra casa. Uma treta entre Ortega e Julienne sacode a casa. Ortega, Haeixa, Gab e Angietta beijam muito em um rolê que termina sem roupas. O tablet dá a suíte master para Let que escolhe Julio.              |                      |               |                         |                    |
| 8 | 8                    | "Episódio 8"  | 3 de março de 2022      | 108                |
| Bruno, ex de Vaski, chega e vai para o date com Apolo. Julienne briga com Mari F por Ortega. Muita pegação na festa fetiche e Gab é presenteado com a primeira suíte master tripla. Com Lua e Leticia, a noite é de sexo, confusão e chororo.             |                      |               |                         |                    |
| 9 | 9                    | "Episódio 9"  | 10 de março de 2022     | 109                |
| Isa, ex de Leticia, chega beijando Angietta e fazendo sucesso. A noite traz grandes discussões. Bernardo e Haeixa são escolhidos para um date. Mais DRs entre os casais e a noite termina com muita putaria.                                              |                      |               |                         |                    |
| 10 | 10                   | "Episódio 10" | 17 de março de 2022     | 110                |
| Julio, JV e Gab recebem a ex de JV. Vascki, Camilla, Ortega, JV, Gabriel e Mariana curtem uma festa fora da casa mas nem imaginam que um deles ficará por lá. Na Cabine dos Segredos a galera vota e JV é escolhido o palhaço da casa.                    |                      |               |                         |                    |
| 11 | 11                   | "Episódio 11" | 24 de março de 2022     | 111                |
| Haeixa, Julienne e Abelha recebem Bruno. Ele e Julienne curtem um date em clima de romance. Mary M faz uma bela recepção ao novato Bruno e os dois terminam a noite aos beijos. JV volta e surpreende a casa em meio a muita treta!                       |                      |               |                         |                    |
| 12 | 12                   | "Episódio 12" | 31 de março de 2022     | 112                |
| A atividade final incendeia a galera e a casa treme com uma treta entre Haeixa, Let e JV. No último dia, todos curtem um super brunch, com muitas lágrimas e chororô. Fecham a temporada botando a raba pra jogo no show de Ryan Castro.                  |                      |               |                         |                    |

### 2ª temporada (2022)
| Episódio (total) | Episódio (temporada) | Título        | Exibição original      | Código de produção |
| --- | -------------------- | ------------- | ---------------------- | ------------------ |
| 13 | 1                    | "Episódio 1"  | 15 de novembro de 2022 | 201                |
| O salseiro agora é VIP! E já começa com uma super festa cheia de pegação. Mirella escolhe Lipe para o primeiro date da temporada. Na praia, Bruno, Lucas e Lipe recebem Dessa, ex do Lipe. O clima entre os dois não é dos melhores, mas dormem juntos. |                      |               |                        |                    |
| 14 | 2                    | "Episódio 2"  | 17 de novembro de 2022 | 202                |
| Will, ex de Bifão, chega e vai para um date com Maria. Bifão não gosta e trata Maria mal. Bifão e Lucas inauguram a suíte master. Lucas, WL, Lumena, Dessa e Marina curtem um passeio. A noite tem festa com muita pegação, DRs e provocações.          |                      |               |                        |                    |
| 15 | 3                    | "Episódio 3"  | 22 de novembro de 2022 | 203                |
| Luana, ex de Lucas, chega e vai para um date com Lipe. No primeiro dia Luana é odiada por todos. A casa é surpreendida com a chegada de um jardineiro misterioso, Sérgio, ex da Dessa. A festa Hip Hop agita a casa e é palco para algumas DRs.         |                      |               |                        |                    |
| 16 | 4                    | "Episódio 4"  | 24 de novembro de 2022 | 204                |
| The Boy, ex de Mirella, chega e vai para um date com Bifão. Enquanto alguns curtem um luau cheio de pegação, incluindo a recém-separada Mirella e Lipe. Will, Bruno, Dessa, Lucas e Luana ficam na casa. Mirella leva Will para a suíte master.         |                      |               |                        |                    |
| 17 | 5                    | "Episódio 5"  | 29 de novembro de 2022 | 205                |
| Dessa ganha mais um ex na casa: Adriel. Ele e Luana saem para um date com clima de Titanic caribenho. WL e Maria vão para um date e voltam de casalzinho. Marina, Lumena e The Boy ganham um date triplo. Bifão libera o gato, mas fica de olho.        |                      |               |                        |                    |
| 18 | 6                    | "Episódio 6"  | 1 de dezembro de 2022  | 206                |
| A ex de WL chega na casa. The Boy revela que levaria Lumena para a suíte master e o clima pesa com Bifão. Na festa, Lumena e The Boy se pegam escondidos. Lipe e Mirella também se beijam escondidos, Dessa descobre e se vinga beijando Will.          |                      |               |                        |                    |
| 19 | 7                    | "Episódio 7"  | 6 de dezembro de 2022  | 207                |
| Matheus, ex de Gabriel, chega na praia. O tablet convoca Lipe e Mirella para um date e temos o primeiro date com sexo do De Férias com o Ex. Durante a Festa Rainbow o tablet da suíte máster toca mais uma vez para Lumena. E agora, Lumena?           |                      |               |                        |                    |
| 20 | 8                    | "Episódio 8"  | 8 de dezembro de 2022  | 208                |
| Lumena leva The Boy para a suíte master. Bifão, Dessa e Luana recebem Mob. O tablet convoca parte da casa para uma pool party e o restante é surpreendido por uma votação na cabine dos segredos. O mais votado pode travar o rolê de alguém.           |                      |               |                        |                    |
| 21 | 9                    | "Episódio 9"  | 13 de dezembro de 2022 | 209                |
| Bifão escolhe The Boy para dormir na barraca. Vitoria, ex de Adriel e Lipe chega e Adriel vai embora dizendo que sairá do programa. A chegada de Vitoria abala Dessa pois Lipe vai pra cima da novata. Will e Dessa curtem um date cheio de pegação.    |                      |               |                        |                    |
| 22 | 10                   | "Episódio 10" | 15 de dezembro de 2022 | 210                |
| Na praia, Marina, Lumena, Gabriel e Matheus recebem Mellanie, ex de Marina e Renan, ex de Gabriel. Renan e Sergio flertam durante a festa e Gabriel fica incomodado. Mirella se envolve numa pegação com Bruno e Will pega eles no flagra.              |                      |               |                        |                    |
| 23 | 11                   | "Episódio 11" | 20 de dezembro de 2022 | 211                |
| Os participantes precisam escolher quem vai para o passeio e isso gera chateações. A casa entra numa confusão contra Luana. O tablet leva todos para curtir o show do Psirico. Chega a hora de lavar a roupa suja em mais uma atividade na casa.        |                      |               |                        |                    |
| 24 | 12                   | "Episódio 12" | 22 de dezembro de 2022 | 212                |
| Luana e Mellanie ficam entre as mais queimadas na atividade de fotos na fogueira. Lipe ganha a última suíte master e leva Dessa. Na última festa, todos se emocionam e, por fim, Lipe e Luana se entendem depois de todas as tretas.                    |                      |               |                        |                    |